# Мосбах (Баварія)
Мосбах (нім. Moosbach) — громада в Німеччині, розташована в землі Баварія. Підпорядковується адміністративному округу Верхній Пфальц. Входить до складу району Нойштадт-ан-дер-Вальднааб.
Площа — 63,74 км2. Населення становить 2353 ос. (станом на 31 грудня 2020).